# Arkaim
Arkaim (en ruso: Аркаим) es un sitio arqueológico ruso situado en la estepa del sur de los Urales, 8,2 kilómetros al  NNE de la localidad de Amurski y 2,3 kilómetros al SSE de la localidad de Aleksándrovski, en el óblast de Cheliábinsk, Rusia, justo al norte de la frontera con Kazajistán.
Los estudiosos han identificado la estructura de Arkaim cuando las ciudades se  construyeron "reproduciendo el modelo del universo" descrito en la literatura espiritual antigua aria / iraní, los Vedas y el Avesta. La estructura consiste en tres anillos concéntricos de paredes y tres calles radiales, reflejando la ciudad del Rey Yima descrita en el Rigveda. Las paredes de los cimientos y las viviendas del segundo anillo están construidas de acuerdo con los patrones tipo esvástica ; el mismo símbolo se encuentra en varios artefactos. Arkaim fue designado como un "santuario nacional y espiritual" de Rusia y se ha convertido en un lugar sagrado para el Rodnoveria, el Zoroastrismo y otros movimientos religiosos.
La ciudadela fortificada de Arkaim se remonta a los siglos XVII y XVI antes de Cristo. Más de otras veinte estructuras construidas de acuerdo con patrones similares se han encontrado en un área más grande que abarca desde la región de los Urales del sur hasta el norte de Kazajistán, formando la llamada " Tierra de Pueblos ".

## Descubrimiento y excavación
El sitio fue descubierto en 1987 por un equipo científico de Cheliábinsk que estaban preparando el área a ser inundada con el fin de crear un depósito, y fue examinada en las excavaciones de rescate dirigidas por Guennadi Zdanovich. Al principio sus resultados fueron ignorados por las autoridades soviéticas, que planearon inundar el sitio, ya que habían lo hicieron anteriormente en otro sitio arqueológico en Sarkel, pero la atención atraída, por las noticias del descubrimiento, obligó al gobierno soviético revocar sus planes para inundar la zona. Fue designada como reserva cultural en 1991, y en mayo de 2005, el sitio fue visitado por el presidente Vladímir Putin. El sitio está generalmente fechado en el siglo XVII a. C. -siglo XX a. C., también se han propuesto fechas anteriores. Fue un asentamiento de la cultura Sintashta.

### Asentamiento
A pesar de que el asentamimiento fue quemado y abandonado, se conserva con mucho detalle. Arkaim es similar en forma, pero mucho mejor conservado que el vecino Sintashta, donde el primer carro fue desenterrado. 

### Estructura
El sitio estaba protegido por dos paredes circulares. Había una plaza central, rodeada por dos círculos de viviendas separadas por una calle. El asentamiento cubierto tiene cerca de 20.000 metros cuadrados (220.000 pies cuadrados). El diámetro de la pared de cierre tenía 160 m (520 pies). Fue construido a partir de tierra apisonada en marcos de madera, y reforzado con ladrillos de arcilla quemada, con un espesor de 4-5 m (13-16 pies), y una altura de 5,5 m (18 pies). El establecimiento estaba rodeado con un foso profundo de 2 m (6 pies 7 pulg). Hay cuatro entradas a la estructura a través de la pared exterior e interior con la entrada principal mirando al Oeste. Las viviendas tenían entre 110-180 m² (1,200-1,900 pies cuadrados) de superficie. El anillo exterior de las viviendas (en un número de 39 a 40) con entradas a una calle circular en el centro del asentamiento. El anillo interior de las viviendas (con número de 27) dispuestas a lo largo de la pared interior, con puertas a la plaza central de 25 por 27 metros (82 por 89 pies). La calle central era drenada por un canal cubierto. Zdanovich estima que aproximadamente 1.500 a 2.500 personas podrían haber vivido en el asentamiento. Alrededor de las paredes de Arkaim, existían campos de cultivo, 130-140 m por 45 m (430-460 pies por 150 pies), regadas por un sistema de canales y acequias. Se encontraron restos de semillas de mijo y cebada.

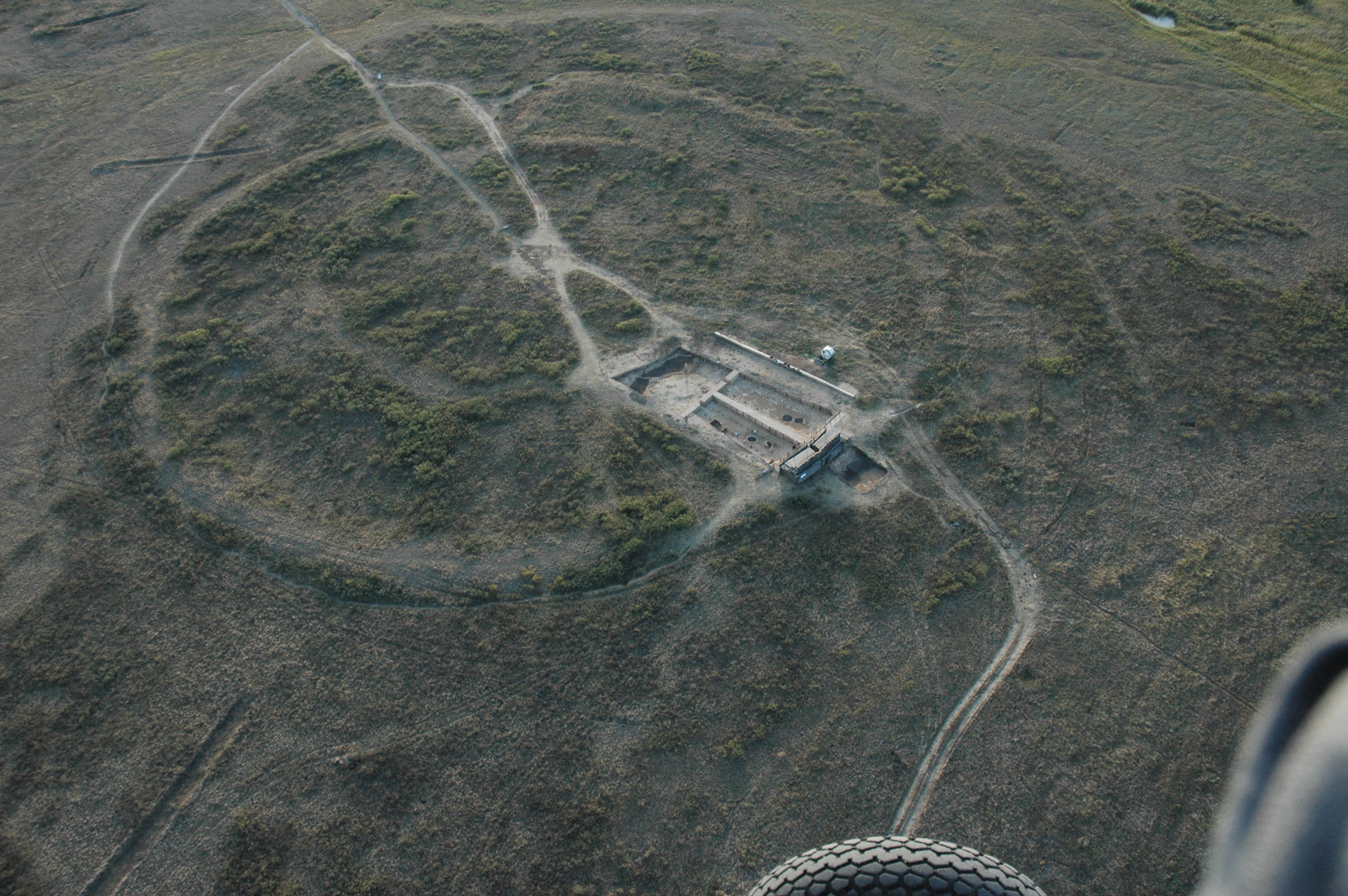
Vista aérea de Arkaim.

La datación en el siglo XVII a. C. sugiere que la estructura coexistía o fue posterior a la migración indo-aria en el sur de Asia y Mesopotamia ( Cultura de tumbas Gandhara que aparece en Pakistán del Norte (ca 1600 aC), los gobernantes indoeuropeos Mitanni llegaron a Anatolia antes del año 1500 a. C., ambos aproximadamente 3.000 kilómetros (1.900 millas) de distancia  al retirarse del área de Sintashta-Petrovka), y que era o bien una cultura iraní temprana, o una rama desconocida de la indoirania que no sobrevivieron en tiempos históricos.

### Esqueleto con deformación craneana
Durante excavaciones en el año 2015, los arqueólogos encontraron un esqueleto femenino con una deformación craneal.
Según la directora de Arkaim, María Makúrova, esa era una característica tradicional en muchos nómadas de las estepas euroasiáticas en el milenio I a. C.

## Esoterismo y mística nacional
Desde su descubrimiento, Arkaim ha atraído la atención del público y los medios de comunicación en Rusia, a partir de una amplia gama de la población, incluyendo un número significativo de esotéricos, seguidores de la Nueva Era y  organizaciones pseudocientíficas.
Uno de los principales investigadores de Arkaim, Fiódor Petrov, reconoció que de manera acrítica y no científicamente apoyó las opiniones sobre un Arkaim neopaganista. Su confesión fue publicada como un epílogo al libro de Andrey Gupalo (Андрей Гупало «Духовное поле Аркаима»), que, en parte, detalla que los resultados arqueológicos fueron como una "cola de milano" en las teorías neopaganas y esotéricas.
Un popular comediante, Mijaíl Zadornov, hizo una película pseudocientífica, Arkaim. De pie por el Sol ("Аркаим Стоящий у солнца."), en el que por los datos se asemeja a los documentales de Zdanovich de principios de 1993 - El Fuego de Arkaim ("Огонь Аркаима"), de 1995 y de 2005, mezclados con ideas nacionalistas.

### La visita de Vladímir Putin y la "idea rusa"
El presidente de Rusia, Vladímir Putin, visitó el sitio en 2005, reuniéndose en persona con el arqueólogo jefe Gennady Zdanovich . La visita recibió mucha atención de los medios rusos. Presentaron a Arkaim como "la patria de la mayoría de la gente contemporánea en Asia y, en parte, en Europa". Los nacionalistas llamaron a Arkaim la "ciudad de la gloria rusa" y la "ciudad eslavo-aria más antigua". Zdanovich presuntamente presentó a Arkaim ante el presidente como una posible "idea nacional de Rusia",  una nueva idea de civilización que Shnirelman llama la "idea rusa". Según varios analistas, la visita de Putin fue sin duda un mensaje, y dio crédito a la interpretación de Arkaim como un centro de culto eslavo-ario.

### La ciudad esvástica
Con el fin de ganar la publicidad, los primeros investigadores describen Arkaim como "la antigua capital de la primera civilización aria, tal como se describe en el "Avesta" y "Vedas", "ciudad de la cruz gamada" y "ciudad de la mandala". La descripción se refiere a la esvástica trazada en el plano de planta del sitio, que (con un poco de imaginación) puede ser similar al símbolo de la esvástica, aunque con brazos redondeados (similar al lauburu vasco) unido a un anillo central en vez de una cruz.